# Batocera wallacei
Batocera wallacei (denominado popularmente, em inglês, Wallace's longhorn beetle) é um inseto da ordem Coleoptera e da família Cerambycidae, subfamília Lamiinae; um besouro cujo habitat são as florestas tropicais da Nova Guiné, Molucas e nordeste da Austrália (em Queensland, incluindo a península do Cabo York). A espécie, descrita em 1858 pelo entomologista James Thomson após sua coleta no Arquipélago Malaio (ilhas Aru, no ano de 1856) por Alfred Russel Wallace, que lá esteve entre 1854 e 1862, apresenta dimorfismo sexual aparente, élitros castanhos e com características manchas em branco sobre sua superfície, e longas antenas (mais longas no macho), podendo facilmente ultrapassar os 15 centímetros de comprimento ou quase três vezes o comprimento do corpo; com seus corpos atingindo de 5 a 8 centímetros. É considerado o maior besouro australiano e um dos maiores besouros do mundo. Os adultos são frequentemente atraídos por luzes ou podem ser encontrados em troncos de árvores de Ficus, seu hospedeiro larval.

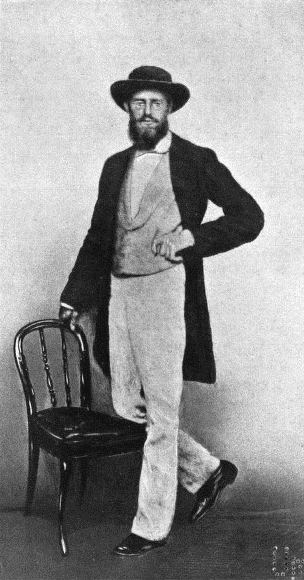
Fotografia de Alfred Russel Wallace (1862), naturalista britânico que coletou o tipo nomenclatural de B. wallacei no Arquipélago Malaio.
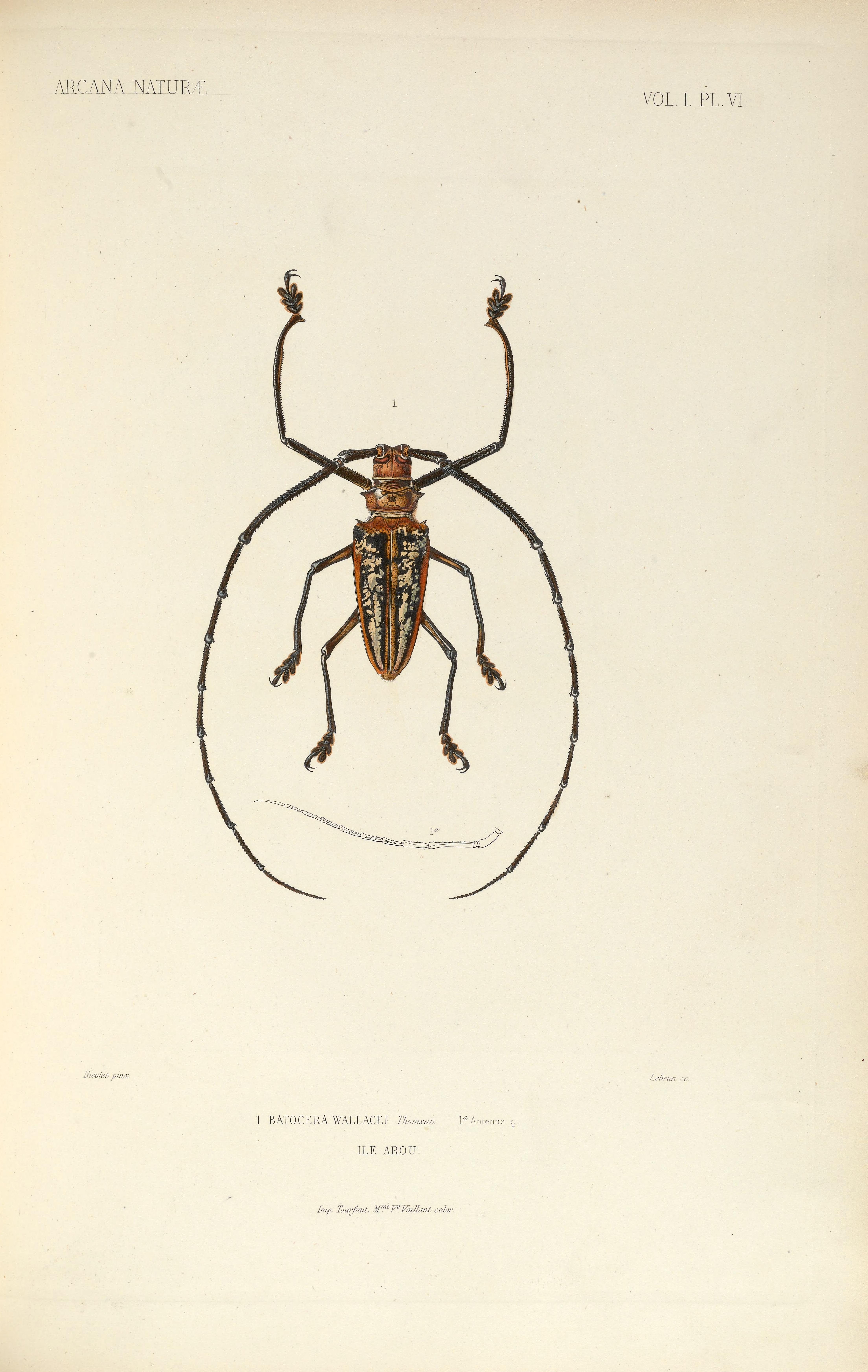
Ilustração de B. wallacei retirada do livro Arcana naturæ, ou Recueil d'histoire naturelle (1859), que contém sua descrição original por James Thomson.
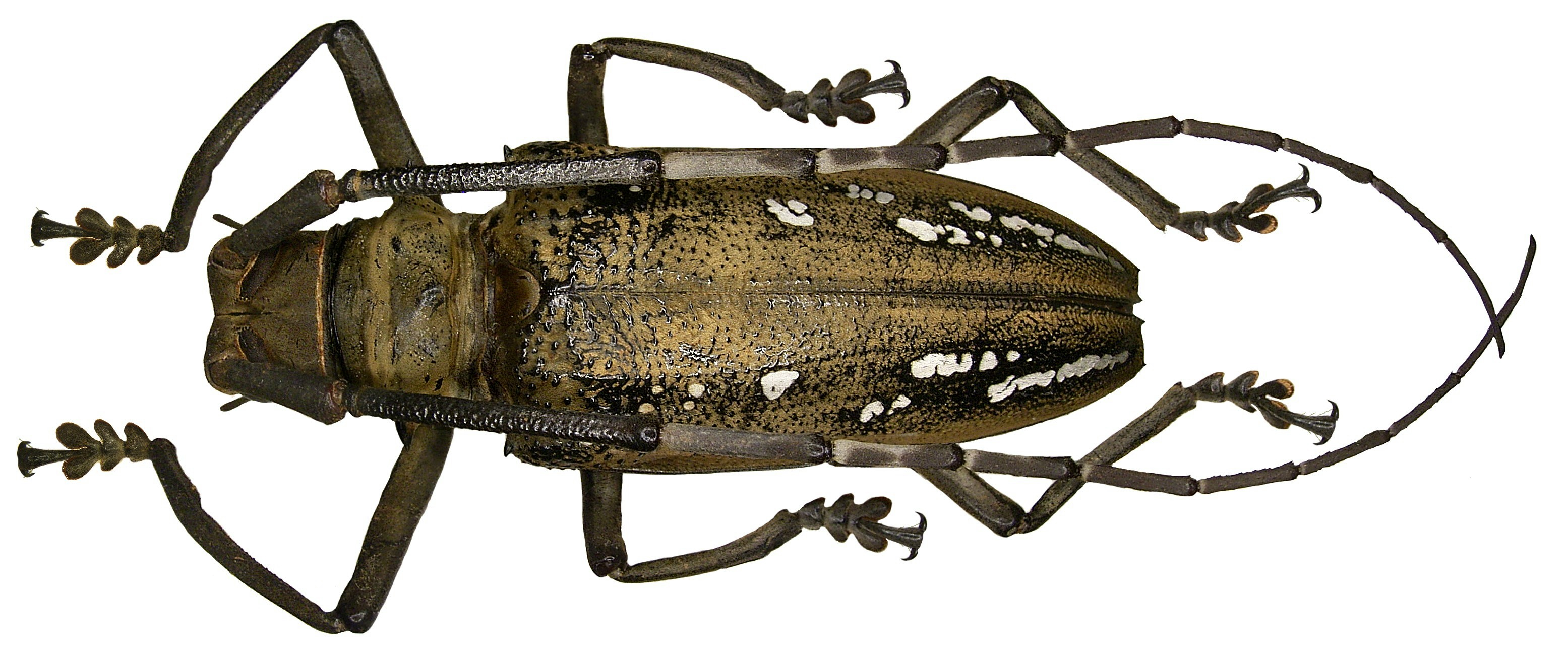
Fotografia da fêmea de B. wallacei.